# Patriarca de Alexandria
O Patriarca de Alexandria é o arcebispo de Alexandria e do Cairo, no Egito. Historicamente, esta função tem sido chamada de Papa (possivelmente provém do Latim "Papa", do Grego πάππας, Pappas uma palavra carinhosa para pai). O primeiro bispo a ser chamado assim foi o décimo-terceiro Patriarca, Heraclas (232-249), três séculos antes de ela ser também assumida pelo João I, bispo de Roma entre 523 e 526.

## História

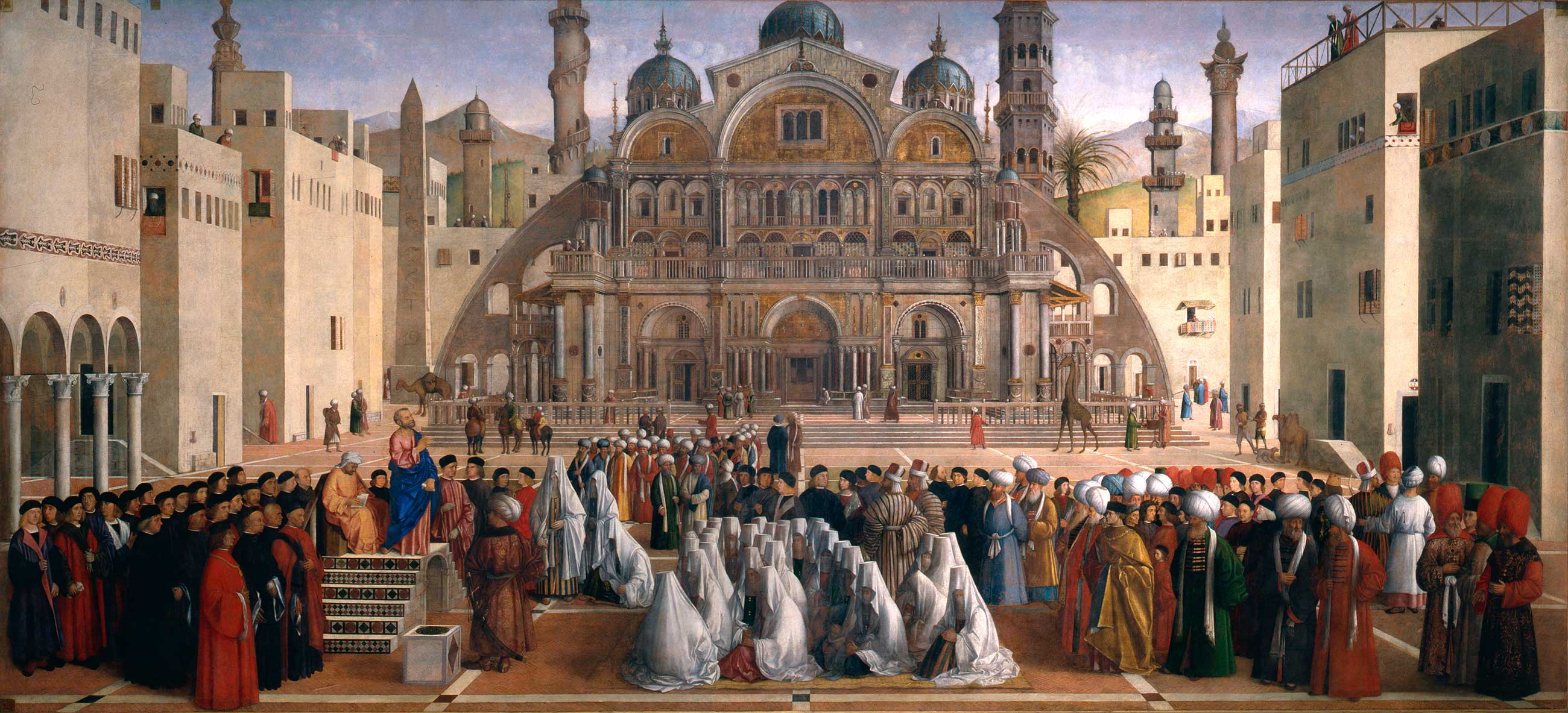
São Marcos pregando em Alexandria (Por Gentile Bellini, atualmente na Pinacoteca de Brera, Milão).

De acordo com a tradição, a Igreja de Alexandria foi fundada em 42  pelo apóstolo Marcos. Inicialmente, uma sede episcopal que era reverenciada como uma das três mais antigas, juntamente com as de Roma e de Antioquia. Constantinopla adquiriu o status em 381  (no segundo concílio ecumênico) e Jerusalém em 451 , no Concílio de Calcedônia, que confirmou as cinco como as mais importantes do cristianismo. Estas cinco sedes episcopais vieram a ser conhecidas como Pentarquia. 
Em seguida, Ela foi elevada ao status de arquidiocese por um concílio local, que foi regulamentado em seguida na lei canônica pelo primeiro concílio ecumênico (em Niceia, 325 ), que estipulou que todas as províncias episcopais e metropolitas do Egito deveriam se subordinar a esta arquidiocese de Alexandria, como já era o costume.
O cargo foi reconhecido como um Patriarcado no tempo do primeiro concílio de Éfeso e foi oficialmente ratificado como tal pelo Concílio de Calcedônia (451). O título de Papa era originalmente utilizado na forma de apelação ao invés de um título e eventualmente acabou por se tornar um. Até o cisma, o título de Papa ou Patriarca era indistinto e, ao contrário do Papa de Roma, o título de "Papa" não significava nenhum tipo de nível hierárquico superior em relação aos demais patriarcas da Pentarquia.

## Reclamantes
Todas as igrejas reconhecem a mesma sucessão de líderes até o cisma durante o Concílio de Calcedônia, em 451, que deu origem à ortodoxa oriental Igreja Ortodoxa Copta de Alexandria e à calcedoniana Igreja Ortodoxa Grega de Alexandria. Durante os anos seguintes, uma sucessão de líderes foram aceitos por ambas, com sucessivas deposições dependendo do imperador e da situação local em Alexandria. O último a ser aceito pelas duas foi Teodósio I de Alexandria em 536 , efetivamente rompendo a sucessão em duas listas separadas. 
Com o tempo, o patriarcado sofreu vários cismas e atualmente existem quatro líderes de igrejas com este título:
- O Patriarca Copta Ortodoxo de Alexandria, líder da Igreja Ortodoxa Copta. Ostenta o título oficial de "Sua Santidade, o Papa de Alexandria e de todo o Egito, da Núbia, da Etiópia e da Pentápole e Patriarca de todo o mundo evangelizado por São Marcos" Actualmente o título recai em Tawadros II, cuja igreja tem sede no Cairo.
- O Patriarca Grego Ortodoxo de Alexandria, líder da Igreja Ortodoxa Grega de Alexandria, Egipto e toda a África. Actualmente o patriarca é Teodoro II, cuja igreja tem sede em Alexandria. Ostenta o título oficial de "Papa e Patriarca de Alexandria e de toda a África".

Além disso, há duas denominações em comunhão completa com a Igreja Católica:
- O Patriarca Greco-Melquita de Antioquia e de todo o Oriente, Alexandria e Jerusalém, líder da Igreja Greco-Católica Melquita. Atualmente, o Patriarca é  Youssef I Absi, cuja igreja tem sede no Cairo.
- O Patriarca Copta Católico de Alexandria, líder da Igreja Católica Copta. Ibrahim Isaac Sidrak é o atual patriarca, cuja igreja tem sede no Cairo.

Por fim, havia ainda o Patriarcado Latino de Alexandria, também católico, que foi extinto em 1964.

## Listas sucessórias

### Bispos, arcebispos e patriarcas de Alexandria
Período que abrange desde a fundação por São Marcos até Teodósio I, o último a ser reconhecido pelas duas igrejas.

### Patriarca Ortodoxo Copta
De 567  até o Papa atual, Tawadros II.

### Patriarca Ortodoxo Grego
De 536  até o Patriarca atual, Teodoro II.

## Igrejas Católicas de rito oriental

### Patriarca Latino de Alexandria
O Patriarcado Latino foi suprimido em 1964.